# Delyan Peevski
Delyan Slavchev Peevski (en bulgare : Делян Славчев Пеевски, [dɛˈʎan ˈpɛɛfski]), né le 27 juillet 1980 à Sofia, est un homme politique bulgare, oligarque, entrepreneur et magnat des médias bulgares. Il est député du groupe parlementaire du Mouvement des droits et des libertés (DPS) dans les 41e, 42e, 43e et 44e Assemblées nationales de Bulgarie et est actuellement député dans la 47e Assemblée nationale.

## Biographie
En mai 2014, Peevski est élu au Parlement européen sur la liste du DPS, mais il décide immédiatement de renoncer à son siège. Il explique que sa motivation pour participer aux élections européennes, sans pour autant occuper son siège, était de restaurer sa réputation.
En juin 2021, le département du Trésor des États-Unis a désigné Peevski, l'agent public Ilko Zhelyazkov et l'oligarque bulgare Vassil Bojkov, ainsi que 64 entités détenues et contrôlées par Bojkov et Peevski, pour leur rôle dans la corruption publique, conformément à l'ordre exécutif 13818, qui s'appuie sur et met en œuvre le Global Magnitsky Human Rights Accountability Act. En août 2021, un cabinet d'avocats américain représentant Peevski a déposé une demande auprès de l'Office of Foreign Affairs OFAC du département du Trésor américain afin de lever les sanctions contre son client. 